# Marcsai kolostor
A Marcsai kolostor egy a 13. században épített rendház volt Horvátországban, a Zágráb megyei Kloštar Ivanićhoz tartozó Stara Marča település határában.

## Fekvése
A falu délkeleti szélén, a Maležijának nevezett erdő alatt, a Glogovnica-patak völgyében egy kis magaslaton áll a pravoszlávok Szent Arkangyalok tiszteletére szentelt kápolnája. Ennek közelében nyugatra, nemrég még ősi falak maradványai látszottak, melyet a helyiek Gradinának neveztek.

## Története
A marcsai kolostor története valószínűleg a 12. század végén kezdődött, amikor Imre király a mai Horvátország területén először a Jeruzsálemi Szent Sír kanonokrendnek birtokot adományozott itt, melyen felépítették kolostorukat. Az adományozást és az itteni lakosok kiváltságait II. András 1207-ben kelt oklevele is megerősíti. Ebben az oklevélben említi először a rend marcsai rendházát, mely közigazgatási és gazdasági feladatokkal működött. Kezdetben itt lakott a rend horvátországi nagymestere is. A kolostor melletti faluban a középkorban intenzív élet folyt, a 14. században saját plébániatemplommal is rendelkezett, melyet a Mindenszentek tiszteletére szenteltek. A templomot 1334-ben „ecclesia omnium sanctorum” néven említik a zágrábi egyházmegye statutumában. A templomosok, majd a johanniták távozása után 1611-ben a kolostorhoz a török által megszállt területekről görögkatolikus szerzetesek érkeztek és maradványain felépítették saját Szent Mihály templomukat és kolostorukat. A kolostor egy időben görögkatolikus püspöki székhely is volt, így a kőrösi görögkatolikus püspökség közvetlen elődjének számít. 1690-ben Lipót császár engedélyével és az általa biztosított kiváltságokkal Csernojevics Arzén pátriárka vezetésével nagyszámú pravoszláv lakosság telepedett itt le. Csernojevics meglátogatta a marcsai kolostort is, és a császári rendeletre hivatkozva kérte annak átadását. Miután az átadást a görökkatolikus püspökség megtagadta 1735-ben a pravoszlávok elűzték az ott lakó görögkatolikus szerzeteseket és Marcsa ortodox kolostor lett. Erre a görögkatolikusok pert indítottak a kolostor visszaszerzése érdekében, melyet meg is nyertek. Az emiatt tiltakozó pravoszlávok végül 1739-ben a kolostort felégették. 1755-re a kolostor és temploma is elnéptelenedett, és teljesen romba dőlt. Ma már csak az a kiemelkedő plató látható, melyre a kolostort egykor építették. Az épületből, melynek romjai még a 19. században is álltak mára csak a földben fellelhető téglák maradtak. A helyén építették fel 1925-ben a pravoszlávok kicsiny, Szent Arkangyalok tiszteletére szentelt kápolnájukat.